# Municipio de Long Prairie (Minnesota)
El municipio de Long Prairie (en inglés: Long Prairie Township) es un municipio ubicado en el condado de Todd en el estado estadounidense de Minnesota. En el año 2010 tenía una población de 844 habitantes y una densidad poblacional de 9,78 personas por km².

## Geografía
El municipio de Long Prairie se encuentra ubicado en las coordenadas 45°58′20″N 94°49′44″O / 45.97222, -94.82889. Según la Oficina del Censo de los Estados Unidos, el municipio tiene una superficie total de 86.29 km², de la cual 85,2 km² corresponden a tierra firme y (1,26 %) 1,09 km² es agua.

## Demografía
Según el censo de 2010, había 844 personas residiendo en el municipio de Long Prairie. La densidad de población era de 9,78 hab./km². De los 844 habitantes, el municipio de Long Prairie estaba compuesto por el 96,68 % blancos, el 0,71 % eran amerindios, el 0,24 % eran asiáticos, el 1,3 % eran de otras razas y el 1,07 % eran de una mezcla de razas. Del total de la población el 3,2 % eran hispanos o latinos de cualquier raza.